# Nichtlineare Raman-Spektroskopie
Unter der nichtlinearen Raman-Spektroskopie versteht man eine Gruppe von spektroskopischen Untersuchungsverfahren, die auf der nichtlinearen Raman-Streuung von Licht an Festkörpern oder Gasen basiert. Zur Anregung werden (schmalbandige) Laser eingesetzt, weswegen diese Verfahren zur Laserspektroskopie gehören.
Die Gruppe der nichtlinearen Raman-Spektroskopien lässt sich nach dem ausgenutzten Effekt in drei Hauptverfahren unterteilen:
1. Induzierte Raman-Streuung, auch stimulierte Raman-Streuung genannt (engl. stimulated Raman scattering, SRS)
2. Kohärente Anti-Stokes-Raman-Streuung (engl. coherent anti-Stokes Raman scattering, CARS)
3. Hyper-Raman-Effekte (engl.: Hyper-Raman Effects)

## Funktionsweise
Der Unterschied zur (linearen) Raman-Spektroskopie besteht in der besonderen Anregungsart. Dabei sind entweder zwei Laserstrahlen unterschiedlicher Frequenz (Pump- und Stokes-Laser) mit geeigneten Frequenzen erforderlich (z. B. bei CARS) oder mehrere Photonen eines einzelnen Laserstrahls (z. B. bei SRS). Die Photonen werden in dem so genannten Raman-Medium (je nach Anwendung ein Festkörper oder Atome bzw. Moleküle im gasförmigen Zustand) überlagert. Durch die Wechselwirkung der Photonen mit der Materie des Mediums entsteht dabei ein laser-ähnlicher Ausgangsstrahl. Der ausgesendete Strahl wird genau dann resonant verstärkt, wenn die Überlagerung der Frequenzen der Eingangs-Photonen einer Raman-Resonanz entspricht. Das Signal erscheint um den Betrag der Raman-Resonanz zu niedrigeren bzw. höheren Frequenzen relativ zur Frequenz der Eingangs-Photonen verschoben. Diese Strahlen werden Stokes- bzw. Anti-Stokes-Strahlen genannt.

## Kohärente Anti-Stokes-Raman-Streuung
Die CARS-Spektroskopie dient unter anderem zur Untersuchung von Materialeigenschaften, thermodynamischen Eigenschaften (z. B. Temperatur) oder auch zur spezies-selektiven Mikroskopie. Sie wird unter anderem in der Molekülspektroskopie, der Plasma- und Verbrennungsdiagnostik, in der Mikroskopie und zur Qualitätssicherung von Diamanten eingesetzt.
Außerdem kann sie bei der Untersuchung biologischer Systeme zur Sichtbarmachung von fast beliebigen wählbaren Molekülarten durch Anregung charakteristischer Schwingungsmodi (CH2-Schwingung für Lipide, Amidschwingung für Proteine, Phosphatschwingung für DNA) genutzt werden, die deshalb nicht erst durch Fluoreszenzfarbstoffe markiert werden müssen.

## Stimulierte Anti-Stokes-Raman-Streuung
Die Stimulierte Anti-Stokes-Raman-Streuung (engl. stimulated anti-Stokes Raman scattering, SARS) beruht ebenfalls auf dem Prinzip der nichtlinearen Überlagerung von Eingangsphotonen in einem Raman-Medium. Im Gegensatz zu CARS werden bei SARS nicht Photonen verschiedener Frequenzen überlagert, sondern mehrere Photonen der gleichen Frequenz. Diese Photonen überlagern sich in einem so genannten Vier-Photonen-Prozess, wobei es zu Resonanzen im Ramanmedium, beispielsweise durch die Energiedifferenz zweier Vibrationszustände eines Moleküls, kommt. Die dabei entstehenden Photonen sind entweder zu niedrigeren Frequenzen verschoben (Stokes) oder zu höheren Frequenzen (Anti-Stokes).
In der Regel wird das Verfahren genutzt, um die Frequenz eines Lasers zu höheren Frequenzen hin zu verschieben (Anti-Stokes-Strahlen), die mit vorhandenen Lasern nicht erreichbar sind. Die verschobene Strahlung geht bis in das UV- und Vakuum-UV-Spektrum und wird in der Molekülspektroskopie verwendet.